# 酒井祐春
酒井 祐春（さかい すけはる、1928年 - 1998年10月15日）は、日本の作詞家。宮崎県出身。

## 来歴
宮崎県南那珂郡吾田村（現在の日南市）一里松出身。旧制飫肥中学校を卒業後、小学校教員を経て書店兼文具店を開業する。店舗は後に酒販業へ転換したが、この頃から文学に興味を持ち1964年（昭和38年）に県が再置80周年記念事業として懸賞募集した2代目「宮崎県民歌」に応募作が一等入選で採用された。
その後は主に標語の分野で活動していたが、作詞分野では都城市茶業協議会の選定で作成され都はるみの歌唱で日本コロムビアからレコードが発売された「都城茶音頭」で入選したのをはじめ、大分県立大分工業高等学校の校歌を手掛けている。また、地元紙の宮崎日日新聞「窓」欄では平成初期までたびたび投書が採用されていた。
1998年（平成10年）10月15日死去。享年71（満70歳没）。